# Osoje (Peć)
Pour les articles homonymes, voir Osoje.
Osojë en albanais et Osoje en serbe latin (en serbe cyrillique : Осоје) est une localité du Kosovo située dans la commune/municipalité de Pejë/Peć et dans le district de Pejë/Peć. Selon le recensement kosovar de 2011, elle compte 339 habitants.

## Démographie

### Évolution historique de la population dans la localité
| 1948 | 1953 | 1961 | 1971 | 1981 | 1991 | 2011 |
| ---- | ---- | ---- | ---- | ---- | ---- | ---- |
| 26   | 27   | 28   | 37   | 45   | 23   | 339  |

|  |

### Répartition de la population par nationalités (2011)
En 2011, les Albanais représentaient 87,02 % de la population et les Égyptiens 10,32 %.